# Cytherura reticulata
Cytherura reticulata är en kräftdjursart som beskrevs av Edwards 1944. Cytherura reticulata ingår i släktet Cytherura och familjen Cytheruridae. Inga underarter finns listade i Catalogue of Life.